# Хауа-Фтеах
Хауа-Фтеах, Хауа-Фтеа, — печерна стоянка кам'яної доби на середземноморському узбережжі Киренаїки в Лівії.
Розкопки англійського археолога Ч. Мак-Бьорні в 1950-х рр. В печері здійнятий культурний шар товщиною 16 м. Виявлено 6 культурних горизонтів. Нижній горизонт — час останнього міжльодовикового періоду (80-65 тис. років тому), з верхньопалеолітичними знаряддями оріньяцького виду (на відретушованих пластинах), в основному кутові різці великого розміру і великі леза з боковою ретушшю. Знайдений ніж типу шательперон і декілька ретельно зроблених свердел. Серед нуклеусів переважають призматичні.
Наступний горизонт, що відповідає кінцю міжльодовикового періоду (60-35 тис. рр. тому), містив кам'яні знаряддя, характерні для мустьєрської культури. Відкриті два уламки щелепи неандертальця. Горизонт з кам'яними знаряддями даббської культури кіренаїцького верхнього палеоліту (бл. 40 тис. рр. тому) - з чисельними ножеподібними пластинами, виготовлених з допомогою відбійника. Горизонт оранської культури (13-7 тис. до н.е.) - з переважаючими кам'яними знаряддями: ножеподібні пластини невеликих розмірів, з'являються мікроліти (наконечники стріл), кістяні свердла і проколки. Горизонт з мікролітичними знаряддями лівійсько-капсійської культури, великою кількістю кісток диких биків і дикої берберської вівці відноситься до мезоліту (господарство мисливців і збирачів). У верхньому неолітичному горизонті знаряддя, типові для попереднього горизонту (різці і кінцеві скребки), і нові, виконані в традиційній техніці відбійника, поєднуються зі знаряддями в новій техніці відтисненої ретуші, черешковими і листоподібними наконечниками стріл, пласкими ножами, шліфованими кам'яними сокирами, жорнами, керамікою і кістяними знаряддями. Судячи за кістками тварин, до 5 тис. до н.е. були одомашнені кози і вівці. Печера Хауа-Фтеах служила стоянкою низки первісних колективів на шляху зі сходу на захід континенту.